# Jamato osztály
A Jamato osztály (大和型戦艦, Jamatogata szenkan, „Jamato osztályú hadihajók”) egységei a valaha épült legnagyobb, legnehezebb és legnagyobb tűzerővel rendelkező csatahajók. Maximális terheléssel vízkiszorításuk elérte a 72 800 tonnát. Csak erre a hajóosztályra építettek 460 mm-es hajóágyúkat, mellyek képesek voltak 1 460 kilogrammos gránátjaikat 42 km-re kilőni. A többi haditengerészet által használt legnagyobb hajóágyúk 406 mm-esek, vagy annál kisebb űrméretűek voltak.
Eredetileg öt hajót terveztek, de végül a harmadikat a Sinanót repülőgép-hordozónak építették meg, a negyediket nem fejezték be, míg az ötödik építését meg sem kezdték. A Jamato és testvérhajója, a Muszasi összeszerelése a legnagyobb titokban történt.

## Fő fegyverzet
A hajó fő fegyverzete három lövegtoronyba összpontosult, melyek mindegyikét három darab 460 mm átmérőjű, 45 kaliberhosszú hajóágyúval látták el. Az ágyúk 785 m/s torkolati sebességgel repítették ki 1 460 kg tömegű páncéltörő gránátjaikat, maximális csőemelkedés mellett 42 km távolságra. 
Az ágyuk újra töltési idejét legkevesebb 28 másodpercben állapították meg, de becslések szerint harctéri körülmények között az átlagos újra töltési idő elérte volna a 35 másodpercet. Maximális lőtávolság esetén a lövedékszóródást átlagosan 500 méterben állapították meg. 
Az ágyúk torkolati energiája elérte a 450 MJ-t, s így koruk messze legerősebb hajóágyúi lettek; a legközelebbi vetélytársuk, az Iowa osztály fő fegyverzetét képző 406 mm-es ágyuk közel 100 MJ-al kisebb torkolati energiával bírtak. A kilenc ágyú sortüzének teljes tömege 13 140 kg volt, meghaladva így a Bismarck sortüze tömegének a dupláját. 
A lövegtorony igen megbízható konstrukciónak bizonyult; a kiszolgáló személyzet beszámolója szerint nem ütköztek említésre méltó műszaki nehézségekbe.

## Fő fegyverzet tűzvezetése
A hajó két tüzérségi állással rendelkezett. Az elülső tüzérségi állás és a fő lövegtornyok 15 méteres tripla távmérőkkel lettek ellátva, míg a hátulsó tüzérségi állás távmérőjének bázistávolsága 10 méter volt. A elülső harcállás 37,3 méterrel a vízvonal felett lett kialakítva, mely lehetővé tette, hogy a tüzérek közel 30 km távolságból vizuális kapcsolatot teremtsenek egy 30 méter magas célponttal.
A felépítmény mindkét oldalát felszerelték Type 22 mod. 4 típusjelzésű rádiólokátorokkal, melyek 34,5 km-es távolságig voltak képesek ellenséges csatahajók helyzetét meghatározni, optimális körülmények mellett 100 méteres pontossággal. A Type 22 mod. 4 10 cm-es hullámhosszon üzemelt, és 2 kW-os kimenő teljesítmény rendelkezett.

## Páncélzat
A tervezők elsődleges célkitűzése a csatahajó létfontosságú részeinek biztosítása volt 460 mm-es ágyútűz ellenében 20 000 és 30 000 méteres lőtávolságok között. Ennek megvalósítása vastag és koncentrált páncélzatot követelt meg. A rendelkezésre álló páncéltömeg hatékonyságának legjobb kihasználása érdekében a függőleges páncélzatot, beleértve az övvértet, válaszfalakat és a lövegtornyok homlokpáncélját elhajlították a függőlegestől. A páncélzat össztömege 22 895 tonnát tett ki, melynek eredményeként e csatahajók lettek a valaha épített legsúlyosabb vértezettel ellátott hadihajók. A páncélzat minőségét illetően az amerikai és brit tesztek ellentmondásos eredményeket szültek; előbbiek viszonylag alacsony, míg az utóbbiak kimagasló minőséget tulajdonított a japán nehéz-páncél lemezeknek.
A citadellát 20 fokban döntött, 410 mm vastagságú övpáncélzat, 25 fokban döntött, 270-350 mm vastagú válaszfalak, és 200-230 mm vastag páncélfedélzet alkotta. Kiemelt hangsúlyt helyeztek a hajótest vízvonal alatti részének ballisztikus védelmére is. A fő övvértet egy 200 mm-ről fokozatosan 50 mm-re csökkenő, 14 fokban döntött lemezsor követte a motortér menten, mely egészen a hajó fenekéig elnyúlt. A lőszerraktárak még erőteljesebb védelmet élveztek, minthogy az alsó övvért maximális vastagsága ezen a területen 270 mm, minimális vastagága 100 mm, dőlésszöge pedig 25 fok volt. A lőszerraktárakat továbbá 50-80 mm vastag padlópáncélzat védte víziaknákkal szemben.
A füstaknákat 380 mm vastag páncélrács fedte, míg a kémény 50 mm vastag páncélborítást kapott.
A fő lövegtornyok homlokát 45 fokban döntött, 660 mm-es lemezek védték. A tetőpáncél 270 mm, az oldalfalak 190-330 mm vastagok voltak.
A barbetták legnagyobb vastagsága elérte az 560 mm-t, de a középvonal felé haladva vastagságuk 440-380 mm-re csökkent. A páncélfedélzet alatt a barbetták vastagsága 50 mm volt.
A parancsnoki híd oldalfala szintén 560 mm volt, de az elülső lemezek vastagságát 500 mm-re, míg a hátulsókat 400 mm-re korlátozták. A kommunikációs csatorna 300 mm vastag páncéllal rendelkezett.
A fő kormányműterem 350-360 mm vastag, 25 fokban döntött oldalpáncéllal és 200 mm vastag tetővel lett ellátva. A másodlagos kormányműterem hasonló védelmet élvezett, de minthogy az a vízvonal alatt nagyobb mélységben lett kialakítva, a függőleges lemezek vastagságát 250-300 mm-re csökkentették.
A másodlagos lövegtornyokat viszonylag könnyű, 50-75 mm vastag páncélzat oltalmazta.
A torpedó elhárításért az övvért alsó, elvékonyodó nyúlványa, illetve a mögött kialakított további két hosszanti válaszfal felelt.

### Immunitási Zónák[4]
Az Egyesült Államok haditengerészete által alkalmazott páncéltörési képleten alapuló számítások szerint a hajó a következő immunitási zónákkal rendelkezett az amerikai Iowa-osztályú csatahajók 406 mm-es, 1 225 kg tömegű, 762 m/s kezdő sebességgel indított páncéltörő gránátjai ellen:

#### Motortér és Lőszerraktárak)
Alsó átütési határ: 15,5 km
Felső átütési határ: 31,5 km
Távolság az alsó és felső átütési határok között: 16,0 km

#### Fő lövegtornyok)
Alsó átütési határ: 0 km
Felső átütési határ: 33,7 km
Távolság az alsó és felső átütési határok között: 33,7 km

#### Fő lövegtornyok barbettái)
Alsó átütési határ: 15,2 km
Felső átütési határ: 33,7 km
Távolság az alsó és felső átütési határok között: 18,5 km

#### Kormánymű)
Alsó átütési határ: 17,5 km
Felső átütési határ: 30,5 km
Távolság az alsó és felső átütési határok között: 13,0 km

##### Parancsnoki híd)
Alsó átütési határ: 15,2 km
Felső átütési határ: 30,5 km
Távolság az alsó és felső átütési határok között: 15,4 km

## A Jamato

A hajók páncélvédelme, és a torpedók elleni védelmet biztosító robbanáselnyelő kamrái

A Jamató-t (大和, やまと) 1937. márciusban rendelték meg, építését 1937. november 4-én kezdték meg Kuréban, 1940. augusztus 8-án bocsátották vízre, s 1941. december 16-ra szerelték fel. A Jamato 1942. május 27-ig gyakorlatokon vett részt, ezután osztották be Jamamoto 1. csatahajó-hadosztályába. Az egyesített flotta zászlóshajójaként vett részt a Midway-szigeteki csatában és a filippínó-tengeri hadműveletekben, s közben amerikai repülőgépek rongálták meg bombáikkal. Elégtelen légvédelmét a háború során jelentősen megerősítették.
1943. december 25-én újabb sérüléseket szerzett, amikor Truk közelében megtorpedózta a Skate amerikai tengeralattjáró. A Jamato részt vett a Leyte-öbölbeli tengeri ütközetben: két amerikai bomba a Jamatót is megrongálta ebben a csatában. 1945. április 7-én Japánból indult az Okinava partjainál felvonuló szövetséges tengeri haderővel szemben, s az öngyilkos bevetés során amerikai repülőgépek süllyesztették el Kagosimától 210 km-re délnyugatra. 2498 ember vesztette életét a fedélzeten. A végső csatába indulásakor a visszaútra nem hagytak üzemanyagot.

## A Muszasi

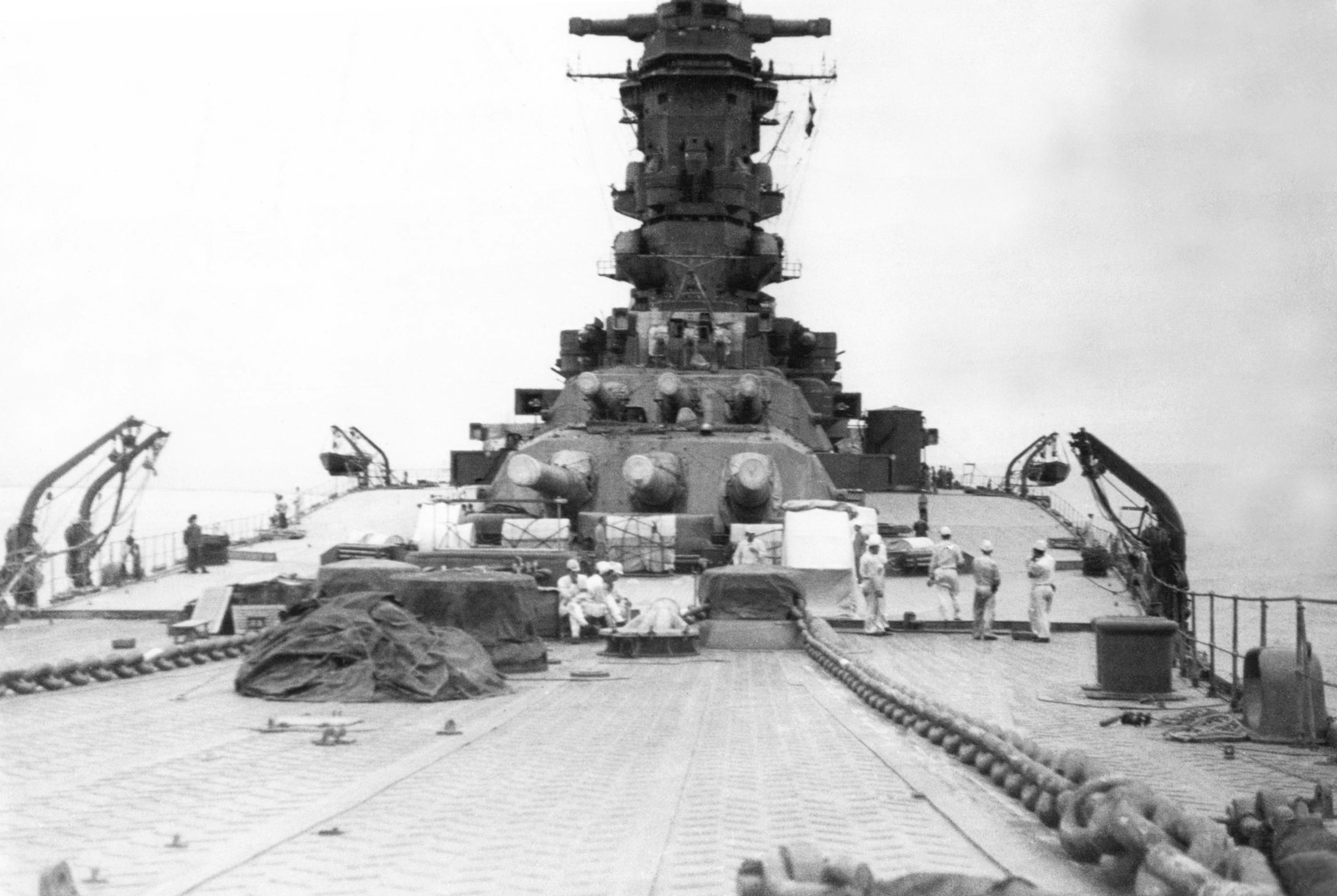
Az épülő Muszasi 1938-ban, az orr felől szemlélve

A Muszasit (武蔵, むさし) 1937 márciusában rendelték meg, építését 1938. március 29-én kezdték meg Nagaszakiban, 1940. november 1-jén került vízre, 1942. augusztus 5-re készült el, majd Arima Kaoru kapitánnyal a fedélzetén csatlakozott a Jamatóhoz, a Nagató-hoz és a Mucu-hoz az első csatahajó-hadosztályban. 1942. szeptember 3-28 között felszerelték, és megerősítették légvédelmi tüzérségét mely 12 db (6×2) 127 mm-es légvédelmi ágyúból, 36 db (12×3) 25 mm-es légvédelmi gépágyúból és 4 db (2×2) 13,2 mm-es légvédelmi gépágyúból állt. Ezek mellett a Muszasit felszerelték egy 21-es típusú radarral is. 1943 folyamán Jamamoto Iszoroku és az egyesített flotta vezérhajója részt vett a Salamon-szigetek körüli légi hadműveletekben. 1943.május 17-én az amerikaiak Attu-szigeti ellentámadása ellen a Muszasi két könnyű repülőgép-hordozóval, kilenc torpedórombolóval és két cirkálóval futott ki, de nem találkoztak az amerikai erőkkel. Május 23-án Jamamoto Iszoroku tengernagy maradványait szállította Japánba. Június 24-én Hirohito császár és több magas rangú tengerészeti tiszt látogatta meg. 1944 márciusában megtorpedózta a USS Tunny búvárnaszád. Kijavításával párhuzamosan légvédelmét jelentősen megnövelték, mely 12 db (6×2) 127mm-es légvédelmi ágyúból, 130 db (32×3,34×1) 25 mm-es, és 4 db (2×2) 13,2 mm-es légvédelmi gépágyúból állt.1944 júniusában részt vett a fülöp-tengeri csatában, majd október 24-én a Leyte-öbölnél vívott csata során amerikai repülőgépek támadtak, melyek hét óra leforgása alatt 17 bomba- és 19 torpedótalálatot értek el, 15 bomba pedig közvetlen közelében robbant. Az amerikai veszteség 30 repülőgép volt. A Muszasi estére már csak alig vánszorgott, amikor 19:36-kor hirtelen átfordult, 2339 fős személyzetéből 1023-an meghaltak, a többit a japán rombolók kimentették. Soha nem harcolt repülőgépeknél nagyobb ellenféllel.